# Tamezret
Tamezret ou Tamazrat est un village berbère tunisien situé au sud-est du pays, à une dizaine de kilomètres de Matmata et à quarante kilomètres au sud-ouest du chef-lieu du gouvernorat de Gabès dont il dépend.

## Géographie
Tamezret est bâti sur une colline culminant à 460 mètres d'altitude, coiffée à son sommet par une mosquée et un café. Localisé sur la route nationale 20 reliant Matmata à Douz, il est très fréquenté par les circuits touristiques sahariens. 500 personnes y résident en permanence, ce nombre pouvant être multiplié par dix en été et durant les vacances scolaires.
Les villages berbères avoisinants sont Taoujout et Zraoua.

## Économie
L'économie de Tamezret est basée sur le tourisme, en raison de sa situation, ainsi que sur l'agriculture et l'élevage de chèvres. Les transferts d'argent de la diaspora tunisienne originaire de Tamezret ont permis la sauvegarde du patrimoine culturel par la rénovation des maisons traditionnelles.

## Culture

### Langue
Si Matmata et Tamezret sont tous deux berbères, seul le village de Tamezret accueille encore des résidents berbérophones. La population de Tamazret a subi une forte émigration vers la capitale, Tunis, et vers l'étranger. Parmi les personnes originaires de Tamezret, beaucoup ont pu résister à l'assimilation linguistique et parlent encore berbère au sein de leur famille ; d'autres ont été contraintes à l'assimilation mais gardent des liens avec leur village ancestral. Un site web consacré au dialecte berbère de Tamezret a été créé.

### Festivités
Tamezret accueille un évènement culturel annuel en été, lorsque la diaspora revient pour renouer les liens avec sa terre d'origine. Il s'agit du Festival de Tamezret, dont la 24e édition a lieu du 11 au 14 août 2016.
Par ailleurs, le village a renoué avec la tradition pluri-millénaire de célébration du Nouvel an berbère, Yennayer. En janvier 2017, les villageois fêtent l'année 2967, qui est par ailleurs marquée par une reconnaissance officielle.

### Patrimoine
Un musée amazigh est aménagé dans le village : il s'agit du musée berbère de Tamezret qui présente les traditions et l'histoire du village. D'autre part, l'Association de protection du patrimoine de Tamezret s'occupe de la sauvegarde de son patrimoine. En outre, sur la route de Matmata, il y a un autre musée appelé Diar Amor.
Le 10 janvier 2020, le gouvernement tunisien propose le village pour un futur classement sur la liste du patrimoine mondial de l'Unesco.

### Artisanat
Tamezret est célèbre par ses tissages artisanaux en laine, en particulier le bakhnoug traditionnel tissé sur des métiers à tisser verticaux, puis coloré et brodé. Le bakhnoug est un long châle berbère en laine sombre orné de motifs plus clairs. Tout le tissage est réalisé en tissant des motifs très fins « blanc sur blanc ». À la fin du tissage, la pièce est plongée dans un bain de teinture.  La laine blanche prend le pigment à l'opposé du fil utilisé pour les motifs, ce qui révèle des dessins clairs sur fond sombre. Cette technique entièrement manuelle requiert plusieurs mois de travail pour une seule pièce.
Une autre méthode utilise une technique similaire au batik, où des bains de teinture successifs sont appliqués au tissage tout en protégeant certaines parties, ce qui donne des motifs de différentes couleurs. Ceux-ci sont ensuite brodés de motifs aux couleurs vives, traditionnellement par les hommes.
Autrefois vêtement féminin et pièce importante du trousseau de la mariée, l'usage du bakhnoug s'est raréfié et a évolué. De nos jours, il est surtout utilisé dans les décorations d'intérieur.
La technique et la symbolique des bakhnoug sont exposées au musée de Tamezret. De rares artisanes tisserandes produisent encore ces ouvrages sur commande, pour l'Office national de l'artisanat et pour des particuliers. Des modèles similaires se trouvent au British Museum à Londres.